# Antoni Castells i Oliveres
Antoni Castells i Oliveres (Barcelona, 1950) és un economista i polític català, és doctor en Economia per la Universitat de Barcelona. Fou conseller d'Economia i Finances de la Generalitat de Catalunya de 2003 a 2010.

## Biografia
Nascut a Barcelona el 24 de setembre de 1950. Va estudiar a l'Escola Costa i Llobera. Casat, amb dos fills. Llicenciat en Ciències Econòmiques per la Universitat de Barcelona. Doctor en Economia per la mateixa Universitat. Catedràtic d'Hisenda Pública de la Universitat de Barcelona. Ha estat professor visitant de la Universitat Johns Hopkins de Baltimore (1993) i director de l'Institut d'Economia de Barcelona fins a novembre de 2003. Especialista en temes de federalisme fiscal, hisenda autonòmica i local, economia regional i economia de l'Estat del benestar. Autor de nombrosos estudis i publicacions sobre aquestes matèries. Ha treballat en el servei d'estudis de Banca Catalana (1983), ha estat membre de la Sindicatura de Comptes (1984-1989), membre de la part catalana de la Comissió Mixta de Valoracions Estat- Generalitat (1989-1996), Diputat al Parlament de Catalunya (1992-1994, 2003-2004), membre espanyol del Tribunal de Comptes Europeu (1994-2000). Acadèmic numerari de la Reial Acadèmia de Ciències Econòmiques i Financeres (2014).
Ha format part del consell de redacció de la Revista Econòmica de Catalunya, ha estat sotsdirector de L'Opinió Socialista i coordinador de redacció de Taula de Canvi.
Secretari d'Economia de la Comissió Executiva del Partit dels Socialistes de Catalunya. Nomenat conseller d'Economia i Finances amb el primer Govern de Pasqual Maragall, el desembre de 2003.
Castells, amb uns quants companys del sector anomenat catalanista del PSC, va participar en la Manifestació "Catalunya, nou estat d'Europa" l'Onze de Setembre del 2012, fet amb què es desmarcava de la posició oficial del partit.
Després d'abandonar el PSC, el 30 de novembre del 2014 fundà amb altres ex-militants, el partit Moviment d'Esquerres (MES).
El 2014 el Col·legi d'Economistes de Catalunya el va distingir com a col·legiat de mèrit.
Amb motiu de la seva jubilació, el setembre de 2023 es va fer un acte d'homenatge a l'Aula magna de la UB.